# Paul Chain
Pour les articles homonymes, voir Chain et Catena.
Paul Chain est le nom de scène du chanteur et multi-instrumentiste italien Paolo Catena, né en 1962 à Pesaro. Membre de Death SS de 1977 à 1984, il a sorti de nombreux albums dans des styles variés allant du doom metal à la musique électronique, sous son seul nom ou par le biais de divers projets musicaux. Il est aussi le fondateur du label italien New LM Records. L'édition française du magazine Rock Hard le qualifie de légende vivante de l'underground.

## Biographie

### Death SS (1977-1984)
En 1977 Paolo Catena fonde avec Stefano Silvestri le groupe Death SS. Désireux d'utiliser des noms de scène anglophones, Silvestri utilise le pseudonyme Steve Sylvester et Catena (chaîne en italien) choisit celui de Paul Chain. Jouant du heavy metal et étant influencé par l'occultisme et les films d'horreur le groupe qualifie son style musical d'horror metal. Paul Chain décide de dissoudre le groupe en 1984, deux ans après le départ de Sylvester. Ce dernier reforme le groupe en 1988 sans Catena.

### Paul Chain (1984-2003)
Après la séparation de Death SS, Paul Chain fonde le groupe Paul Chain Violet Theatre. Pendant vingt ans le musicien abordera plusieurs styles, allant du doom metal de l'album Alkahest (sur lequel apparaît le chanteur de Cathedral Lee Dorrian), au rock psychédélique et le space rock ou à la musique électronique.
De 1986 à 1988 il joue de l'orgue au sein de Boohoos et de 1993 à 1996 il enregistre la guitare sur deux albums de son ancien camarade de Death SS Steve Sylvester.

### Paul Cat & Paolo Catena (depuis 2003)
Paul Chain abandonne son pseudonyme en 2003 pour celui de Paul Cat lors de la création du groupe P.C. Translate. En 2012 il utilise son nom de naissance pour la sortie de nouveaux albums.

## Discographie

### avec Death SS
- 1981 - The Horned God of the Witches (demo)
- 1982 - Demo II (demo)
- 1983 - Evil Metal (EP)
- 1987 - The Story of Death SS 1977-1984

### avec Paul Chain Violet Theatre
- 1984 - Detaching from Satan (EP)
- 1986 - In the Darkness
- 1986 - Highway to Hell (EP)
- 1987 - Opera 4th
- 2011 - Vivid Eyes in the Dark

### avec Boohoos
- 1987 - The Sun, the Snake and the Hoo (EP)
- 1987 - Moonshiner

### avec Paul Chain
- 1989 - Violet Art of Improvisation
- 1989 - Life and Death
- 1990 - Opera Decima
- 1991 - Whited Sepulchres
- 1994 - Dies Irae
- 1995 - Alkahest
- 1997 - Emisphere
- 2002 - Park of Reason

### avec Steve Sylvester
- 1993 - Free Man
- 1998 - Mad Messiah

### avec Paul Chain Experimental Information
- 1998 - Container 1: Glove and Sun
- 2001 - Experimental Information - Container 47

### avec Paul Chain - The Improvisor
- 1999 - Container 4:Official Live Bootleg
- 2001 - Container 168: Master of All Times
- 2001 - Container 3000: Sign from Space
- 2003 - Container 3000: Cosmic Wind

### avec P.C. Translate
- 2006 - Collage Creation
- 2006 - Lo-Fi Lovers
- 2009 - Electronic Music for Videoart
- 2013 - Inedits

### avec Paul Cat for Ambientalism
- 2009 - Metropolis

### avec Lola Sprint and the Cat
- 2010 - Mon voyage

### avec Paolo Catena
- 2012 - Quadrimusicali
- 2013 - Quadrimusicali 2
- 2014 - Quadrimusicali 3
- 2014 - Quadrimusicali 4
- 2015 - Quadrimusicali 5